# Leptomelanconium asperulum
Leptomelanconium asperulum är en svampart som först beskrevs av Moesz, och fick sitt nu gällande namn av Franz Petrak 1923. Leptomelanconium asperulum ingår i släktet Leptomelanconium, divisionen sporsäcksvampar och riket svampar.   Inga underarter finns listade i Catalogue of Life.